# Juan de Santiago y León Garabito
Juan de Santiago y León Garabito (13 de julho de 1641 - 12 de julho de 1694) foi um prelado católico romano que serviu como bispo de Guadalajara de 1677 a 1694 e bispo de Porto Rico de 1676 a 1677.

## Biografia
Juan de Santiago y León Garabito foi nomeado como bispo de Porto Rico em 1676. Em 7 de junho de 1677, foi selecionado pelo Rei da Espanha e confirmado pelo Papa Inocêncio XI em 13 de setembro como bispo de Guadalajara. Recebeu a ordenação episcopal em 22 de maio de 1678, em Puebla, através de Dom Manuel Fernández de Santa Cruz y Sahagún, Bispo de Tlaxcala.  Serviu como Bispo de Guadalajara até sua morte. 